# دون ويلش
دون ويلش (بالإنجليزية: Don Welsh)‏، من مواليد 25 فبراير 1911 في مانشستر في إنجلترا، وتوفي في 2 فبراير 1990، ولاعب كرة قدم إنجليزي سابق، ومدرب كرة قدم إنجليزي سابق.
و قد درب نادي برايتون أند هوف ألبيون منذ عام 1947 وحتى عام 1951، ودرب نادي ليفربول منذ عام 1951 وحتى عام 1956، ودرب نادي بورينموث منذ عام 1958 وحتى عام 1961، ومنذ عام 1962 وحتى عام 1964 درب نادي ويكومب واندرز.

## روابط خارجية
- دون ويلش على موقع قاعدة بيانات كرة القدم.إي يو (الإنجليزية)
- دون ويلش على موقع ناشيونال فوتبول تيمز (الإنجليزية)
- دون ويلش على موقع Soccerbase.com (مدرب) (الإنجليزية)